# Pioneer 6
Pioneer 6 byla bezpilotní sonda z roku 1965 organizace NASA z USA určená k průzkumu meziplanetárního prostoru. Celý projekt programu Pioneer připravila Jet Propulsion Laboratory (JPL) v Pasadeně u Los Angeles. Označení dle katalogu COSPAR dostala 1965-105A.

## Program
Program mise byl obdobný, jako let předchozí sondy Pioneer 5, tedy průzkum meziplanetárního prostoru mezi drahami Země a Venuše, konkrétně dlouhodobé měření částic a magnetických polí. Mise následovala po pětileté přestávce od Pioneeru 5.

## Konstrukce sondy
Sonda se od svých předchůdkyň poněkud lišila. Byla válcovitého tvaru (výška 89 cm, průměr 94 cm). Povrch byl pokryt slunečními články, které nabíjely instalované akumulátorové baterie. Z válce vystupují anténní pruty. Uvnitř sondy je řada přístrojů: magnetometr, detektor plazmatu slunečního větru, detektor kosmického záření, elektrostatický analyzátor, vysílač. Sonda byla stabilizována rotací 1 otáčky za 1 s. Hmotnost byla 64 kg.

## Průběh letu
S pomocí rakety Delta DSV 3E odstartovala sonda z rampy na kosmodromu Eastern Test Range na Floridě dne 16. prosince 1965. Byla navedena na dráhu 116 – 150 milionů km od Slunce s oběžnou dobou 310 dní.
Po 5 letech předávání informací o naměřených hodnotách přestal magnetometr předávat naměřená data a až po 30 letech od vypuštění selhal hlavní vysílač. Podařilo se však aktivovat vysílač náhradní a spojení obnovit. Ještě 8. prosince 2000 po 35 letech činnosti se podařilo se sondou na dvě hodiny navázat spojení ze stanice Goldstone, což ze sondy učinilo nejstarší fungující kosmický objekt ve vesmíru z planety Země.